# Непокорённый (фильм, 2000)
«Непокорённый» (укр. Нескорений) — украинский биографический фильм режиссёра Олеся Янчука, вышедший на экраны в 2000 году.
Фильм о жизненном пути и деятельности главного командира УПА генерала Романа Шухевича.

## Сюжет
После завершения Второй мировой войны в Западной Украине продолжало свою деятельность движение за независимость. От Украинской Повстанческой Армии (УПА) остались участники подполья. Главнокомандующий генерал-хорунжий Роман Шухевич (псевдоним — Тарас Чупрынка) отказывается от предложения эмигрировать и остаётся на родной земле, чтобы разделить судьбу своей армии.

## В ролях
- Григорий Гладий — Роман Шухевич
- Виктория Малекторович — Галина Дидык[укр.], связная УПА
- Сергей Романюк — Владимир Викторович Соловьев, генерал-майор МГБ
- Валерий Галицкий — Шухевич-юноша
- Владимир Горянский — Пашкевич
- Виктор Степанов — майор НКВД
- Орест Огородник — Сорока, воин УПА
- Ярослав Мука[укр.] — Степан Бандера
- Георгий Морозюк — Голуб, станичный ОУН
- Алексей Вертинский — Бизанц, немецкий полковник
- Владимир Зозуля — Степан
- Светлана Ватаманюк — Наталья, жена Шухевича
- Дмитрий Миргородский — отец Шухевича
- Ирма Витовская — Дарья Гусяк «Нуся»
- Ольга Когут — Роза
- Станислав Боклан — козак
- Василий Портяк — гуцул
- Иван Солдак — Иван
- Иван Кадубец — Славка
- Станислав Малганов — водитель такси
- Анатолий Барчук — генерал МГБ
- Владимир Абазопуло — генерал МГБ
- Александр Быструшкин — человек в штатском
- Владимир Пантелюк — курьер
- Борис Харитонов — Шубладзе, врач
- Андрей Баса — врач-кардиолог
- Николай Записочный — майор медицинской службы
- Александр Герелес — Ярослав Стецько
- Олег Примогенов — Прима, агент МГБ
- Юрий Потапенко — сержант во время обыска
- Вия Кальва — Зеня
- Борис Георгиевский — лейтенант НКВД
- Зенон Коваль — Собинский
- Владимир Галицкий — Юрий, брат Шухевича
- Денис Бабинский — Юрий, сын Шухевича
- Вика Янчук — Наталья, дочь Шухевича
- Осип Найдук
- Валерий Мещеряков

## Съёмочная группа
- Автор сценария: Василий Портяк
- Режиссёр-постановщик: Олесь Янчук
- Операторы-постановщики: Алексей Золотарёв, Виталий Зимовец
- Композитор: Владимир Гронский
- Художник-постановщик: Александр Шеремет
- Звукооператоры: Богдан Михневич, Наталья Домбругова
- Монтаж: Наталья Акаёмова
- Художник по костюмам: Надежда Коваленко
- Художники-гримёры: Василий Гаркавый, Лариса Степанович
- Национальный симфонический оркестр Украины
  - Дирижёр: Владимир Сиренко
- Главный консультант: Аскольд Лозинский[укр.], Президент Украинского Конгрессового Комитета Америки и Мирового Конгресса Украинцей, доктор
- Продюсер: Олесь Янчук, Роксолана Касандра, Стойло-Лозинский (США)

## Отзывы
Премьерные показы картины проходили без специальных рекламных кампаний, при этом залы были заполненными.
Существенную часть прессы о фильме занимают патриотические мотивы и наглядная демонстрация возрождающегося украинского кинематографа. Отдельные отзывы говорят об «удачной попытке художественными средствами донести до зрителя правду о событиях военного и послевоенного времени в Западной Украине». При этом ряд несостыковок фильма ложатся в основу критических статей (отсутствие драматической линии воина-одиночки против Советской власти, распевание подпольщиками походных маршей и немотивированное убийство юным Шухевичем безоружного польского пана).
Обсуждение вызывают и художественные методы, применённые режиссёром в фильме. Среди прочего фильм назван продолжателем традиций жанра советских фильмов о подпольщиках.
При всём этом фильм, затрагивающий темы украинского антисоветского сопротивления, вызвал неоднозначную реакцию в России.
Публицист Илья Смирнов назвал фильм «политической агиткой, сляпанной кое-как из худших штампов, характерных для студии Довженко ещё в советское время».

## Факты
- В первых эпизодах фильма показан Роман Шухевич в волнах Чёрного моря под Одессой. Он действительно в июле 1948 года вместе с Галиной Дидык находился в Одессе под именем учителя Ярослава Полевого и Анны Хомяк. Факт посещения ведущего кардиолога профессора Сигала также имел место. Поездка была повторена и в 1949 году, несмотря на крайнюю опасность такого путешествия.[6]
- Фильм вошёл в число 24 лучших украинских фильма по версии «24 канала»[3]